# Abasolo del Valle
Abasolo del Valle är en ort i Mexiko.   Den ligger i kommunen Playa Vicente och delstaten Veracruz, i den sydöstra delen av landet, 400 km öster om huvudstaden Mexico City. Abasolo del Valle ligger 175 meter över havet och antalet invånare är 3 691.
Terrängen runt Abasolo del Valle är huvudsakligen platt. Abasolo del Valle ligger uppe på en höjd. Runt Abasolo del Valle är det ganska glesbefolkat, med 25 invånare per kvadratkilometer. Abasolo del Valle är det största samhället i trakten. Omgivningarna runt Abasolo del Valle är en mosaik av jordbruksmark och naturlig växtlighet.